# MMDS

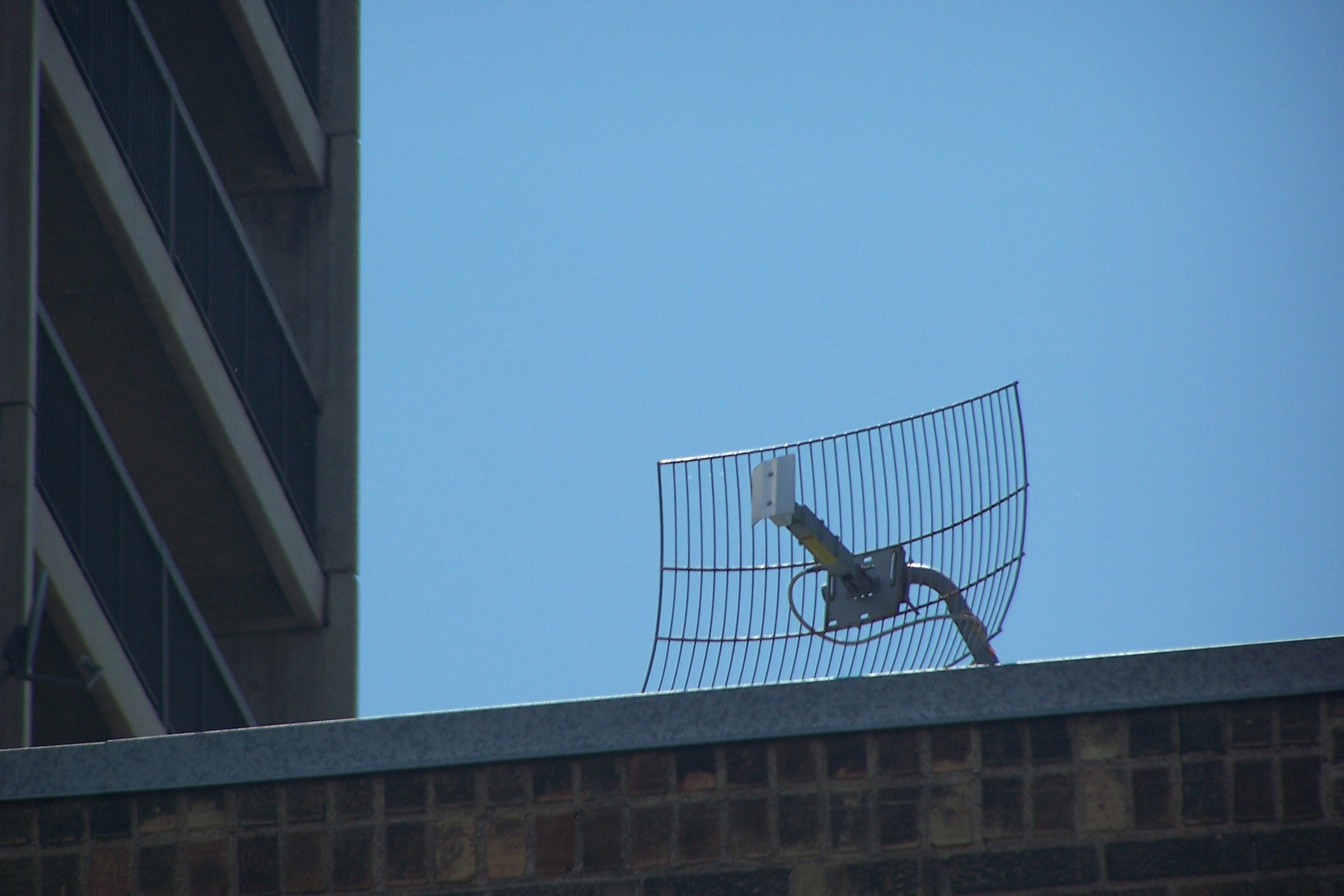
Antena MMDS.

El servei de distribució multipunt multicanal o MMDS (de l'anglès Multichannel Multipoint Distribution Service) és a una tecnologia sense fils de telecomunicacions, usada per a l'establiment d'una xarxa de banda ampla d'ús general o, més comunament, com a mètode alternatiu de recepció de programació de televisió per cable. S'utilitza generalment en àrees rurals poc poblades, on instal·lar xarxes de cable no és econòmicament viable.
La banda de MMDS utilitza freqüències microones amb rangs de 2 GHz a 3 GHz en gamma. La recepció dels senyals lliurades via MMDS requereix una antena de microones, i un descodificador que es connecta al receptor de televisió.
Les principals avantatges de MMDS són les següents:
- L'amplada de banda és compartit, cosa que permet donar servei a més usuaris que si fos amplada de banda dedicat.
- Suporta tant veu com dades.
- L'amplada de banda es redueix amb la distància en menor mesura que amb les tecnologies xDSL.
- En treballar amb freqüències més baixes, les àrees de cobertura per estació són molt més grans que amb LMDS i és menys sensible a la pluja, però pateix una important atenuació pels edificis, la qual cosa requereix visibilitat directa en la majoria dels casos.